# Ledo Pizza
Pour les articles homonymes, voir Ledo (homonymie).
Ledo Pizza est une chaîne de restauration rapide dans l'est américain, spécialisée dans les pizzas. En novembre 2016, la société possède 103 restaurants à travers le Maryland, la Virginie, la Virginie-Occidentale, la Caroline du Sud et la Floride.
Le premier restaurant fut ouvert à Adelphi dans le Maryland en 1955, délocalisé en 2010 dans la ville voisine de College Park.